# Гринарі
Гринарі (рум. Grânari) — село у повіті Брашов в Румунії. Входить до складу комуни Жиберт.
Село розташоване на відстані 198 км на північний захід від Бухареста, 65 км на північний захід від Брашова, 133 км на південний схід від Клуж-Напоки.

## Населення
За даними перепису населення 2002 року у селі проживали 446 осіб.
Національний склад населення села:
| Національність | Кількість осіб | Відсоток |
| -------------- | -------------- | -------- |
| угорці         | 321            | 72,0%    |
| румуни         | 121            | 27,1%    |

Рідною мовою назвали:
| Мова      | Кількість осіб | Відсоток |
| --------- | -------------- | -------- |
| угорська  | 322            | 72,2%    |
| румунська | 121            | 27,1%    |